# Mirosław Włodarczyk
Mirosław Włodarczyk (* 24. Februar 1959) ist ein ehemaliger polnischer Leichtathlet, der sich auf den Hochsprung spezialisiert hat. Seinen größten Erfolg feierte er mit dem Gewinn der Bronzemedaille bei den Halleneuropameisterschaften 1983 in Budapest. 

## Sportliche Laufbahn
Erste internationale Erfahrungen sammelte Mirosław Włodarczyk vermutlich im Jahr 1983, als er bei den Halleneuropameisterschaften in Budapest mit übersprungenen 2,27 m die Bronzemedaille hinter den Westdeutschen Carlo Thränhardt und Gerd Nagel gewann. Im Sommer belegte er dann bei der Sommer-Universiade im kanadischen Edmonton mit 2,20 m auf den elften Platz. Im Jahr darauf gelangte er bei den Halleneuropameisterschaften in Göteborg mit 2,24 m auf den fünften Platz und trat daraufhin nicht mehr international in Erscheinung.